# Olivier Martinet
Olivier Martinet (XVIIe siècle-?) est un architecte français du XVIIe siècle du Comté de Laval.

## Biographie

### Origines
Il est le fils de Jean Martinet et Renée Bellier (les Bellier sont liés à plusieurs architectes). Il est aussi affilié à la famille des Langlois. 

### Architecte

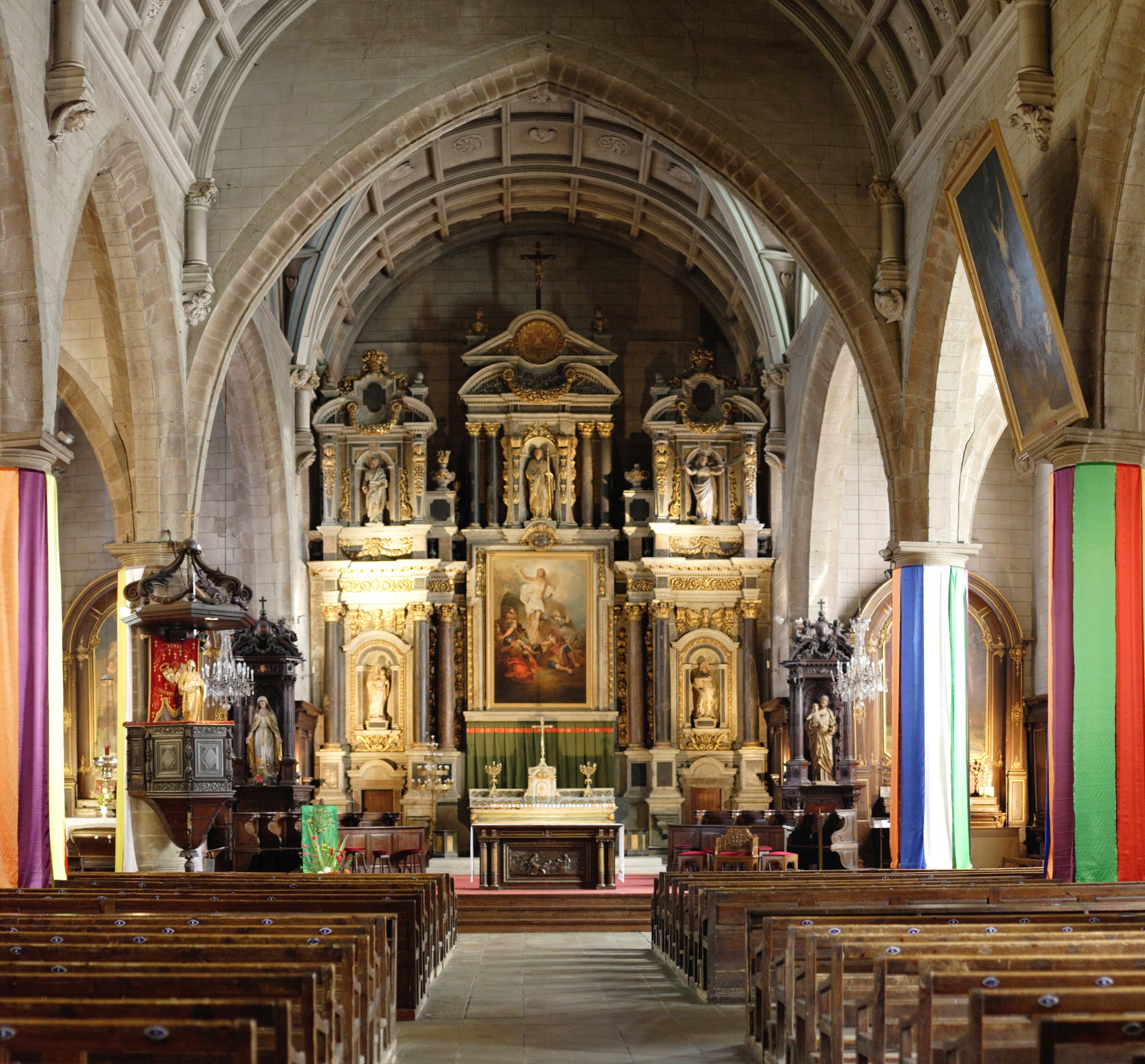
L'intérieur de l'église Saint-Gildas d'Auray

Un soir de la Fête-Dieu 1645, au bout du faubourg Saint-Martin de Laval, une rixe a lieu entre Jean, Michel Langlois et Olivier Martinet d'un côté et les architectes François et Pierre Vignier de l'autre mais la plainte est retirée, et on se réconcilie. Une autre fois, en 1666, François Langlois est accusé d'avoir blessé dans une querelle Jacques Chevreul, maître serrurier.
Il habite à Vitré en 1647 quand il a son premier marché connu signé à Laval pour construire le maître-autel de l'abbaye Notre-Dame-de-la-Joie d'Hennebont
Il participe la même année à l'adjudication du maître-autel de l'église Saint-Martin de Vitré qu'il remporte contre les Langlois, et le marbrier Julien Lecomte Il ne respecte cependant pas les délais prévus et achève la réalisation en 1649. Il commande en 1647 à nouveau du marbre noir d’Argentré à Rochereau et Cuvelier qui doit être livré à Nantes.
En 1650, il construit un autel à l'église Saint-Colomban de Quimperlé. En 1653, il est au Port-Louis où il construit les autels de l'église Notre-Dame.
Le 31 mai 1655, il habite à Hennebont, et vient à Laval régler ses comptes de marbre avec Michel Rochereau. Au même moment, il élève trois beaux retables lavallois à Séglien, Ploërdut et Locmalo. Le 7 avril 1657, il demeure à Auray, où il construit un autel à l'église Saint-Gildas d'Auray.
Il élève ensuite un autel dans une chapelle latérale de l'église des Dominicains de Rennes. Il retourne ensuite à Port-Louis, où les travaux semblent épisodiques. C'est sans doute à la même époque qu'il élève le maître-autel et deux retables latéraux dans l'église de Carnac, qu'il termine en 1659.
En 1660, il construit le retable du maître-autel de Brélévenez, puis en 1667, celui de Laniscat. De 1668 à 1670 ou 1672, il élève un retable à l'église Saint-Jean-Baptiste de Saint-Jean-du-Doigt. En 1672, il fait transporter de Nantes au château du Taureau et au hâvre de Pontrieux du marbre et du tuffeau. Jacques Salbert pense qu'un retable a été construit dans la chapelle du château du Taureau, et que le reste du matériel sert à l'établissement du retable de Guingamp.
En 1672, il travaille à la construction du maître-autel de l'abbaye de Beauport. En 1679, Martinet réalise le retable de Tressignaux, puis sans doute aussi à Guingamp en 1680. Le retable de Bréhat est aussi attribué à Olivier Martinet.